# Daniel Arroyo
Daniel Fernando Arroyo (n. Castelar, 6 de octubre de 1966) es un político, y politólogo argentino que se desempeñó como ministro de Desarrollo Social de la Nación desde el 10 de diciembre de 2019 hasta el 10 de agosto del 2021. Desde 2021 es diputado nacional por la provincia de Buenos Aires, cargo que ya ejerció entre 2017 y 2019.

## Biografía
Daniel Fernando Arroyo nació en la ciudad de Castelar, en el partido de Morón. Está casado desde 1993 con Alejandra y tienen dos hijos, Lucía y Martín. Actualmente reside en Olivos.
En 1990 se recibió de licenciado en Ciencia Política en la Facultad de Ciencias Sociales de la Universidad de Buenos Aires. Realizó un posgrado en Control y Gestión de Políticas Públicas en la Facultad Latinoamericana de Ciencias Sociales (FLACSO) en 1995. Es profesor de grado y de posgrado de diversas universidades entre las que destacan la UBA, FLACSO y la Universidad de Moreno. Además suele desempeñarse también como profesor invitado de la Universidad de Salamanca (España) y la Universidad de Bolonia (Italia). Es profesor de la Escuela de Gobierno de la Universidad Torcuato Di Tella.
Hasta diciembre de 2011 se desempeñó como Director de Provincia Micro Empresas y Presidente del Fideicomiso Fuerza Solidaria (2009-2012). Es consultor de diversos Organismos Internacionales como el Banco Mundial, BID, UNICEF, CEPAL, PNUD.

### Inicios en política
Como especialista en Desarrollo Local, Economía Social, Desarrollo Humano y Planificación Social se ha desempeñado en diversos cargos relacionados al Desarrollo Social y económico. Fue presidente de la ONG Poder Ciudadano hasta 2013.
Se desempeñó como Secretario de Políticas Sociales y Desarrollo Humano de la Nación Argentina y Viceministro de Desarrollo Social durante toda la presidencia de Néstor Kirchner. Luego durante la gobernación de Daniel Scioli en la provincia de Buenos Aires fue designado como Ministro de Desarrollo Social hasta el año 2013.
Fue candidato a vicegobernador de la provincia de Buenos Aires acompañando a Felipe Solá en las elecciones de 2015 por el frente Unidos por una Nueva Alternativa y referente del área de Desarrollo Social del Frente Renovador. Fue director del Banco Provincia de Buenos Aires desde 2016 hasta 2017.

### Diputado Nacional
En las elecciones legislativas de 2017 integró la lista de candidatos a diputados nacionales por la provincia de Buenos Aires dentro de la alianza 1País resultando electo para el cargo y ocupando el mismo hasta la actualidad, conformó el bloque Red x Argentina el cual presidió.
Se desempeña como secretario en las comisiones Finanzas y Acción Social y Salud; y como vocal en las comisiones de Educación y Asuntos Cooperativos, Mutuales y Org. no Gubernamentales.
Se manifestó a favor de la Ley de Interrupción Voluntaria del Embarazo.En 2021 lanzó el plan contra el hambre es una iniciativa del gobierno argentino para garantizar la seguridad alimentaria de la población, especialmente en los sectores más vulnerables. Busca asegurar el acceso a alimentos suficientes y nutritivos, y fortalecer las políticas sociales y productivas relacionadas.
Fue uno de los impulsores del proyecto de ley para prorrogar hasta 2022 la Emergencia Alimentaria Nacional el cual fue aprobado el 12 de agosto de 2019. los integrantes del espacio Red por Argentina se unieron a la conformación del Frente de Todos, que ganó las elecciones presidenciales en primera vuelta, con 48,24 %.
Forma parte de la alianza Frente de Todos la cual impulsó la fórmula electa Alberto Fernández - Cristina Kirchner para la presidencia. El 16 de noviembre de 2019 Alberto Fernández confirma que la cartera de desarrollo social estará a cargo del diputado Daniel Arroyo. También le encomendó liderar el "Consejo contra el Hambre", este tiene como principal tarea el seguimiento de las políticas para mejorar el acceso a los alimentos de las personas en situación de vulnerabilidad social, participan en este figuras destacadas cómo sociólogo y titular del Observatorio de la Deuda Social Argentina de la UCA, Agustín Salvia; el premio Nobel de la Paz, Adolfo Pérez Esquivel; la chef Narda Lepes; la abuela de plaza de mayo Estela de Carlotto; sindicalistas; rectores; legisladores; representantes religiosos; entre otras personalidades.

### Ministro de Desarrollo Social de la Nación
El 7 de octubre acompañó a Alberto Fernández en la presentación del plan «Argentina contra el hambre» que incluye la creación de un Consejo Federal y de un Fondo Federal de Alimentación, entre otras medidas. El 6 de diciembre fue anunciado que sería el ministro de Desarrollo Social de la Nación de Fernández, cargo que asumió el 10 de diciembre de 2019.
Como parte del plan «Argentina contra el hambre», en enero de 2020 lanzó la Tarjeta Alimentaria, que otorga un monto de dinero que puede ser utilizado para comprar todo tipo de alimentos, a excepción de bebidas alcohólicas.
En el marco de la pandemia de COVID-19, en marzo de 2020 anunció refuerzos en la política alimentaria, en los planes sociales y en la Asignación Universal por Hijo (AUH), con el fin de garantizar el acceso a la alimentación y sostener a los sectores más vulnerables.
En abril de 2020, a través de la Secretaría de Economía Social del Ministerio de Desarrollo Social, pone en marcha el Programa de Emergencia Sanitaria “El Barrio Cuida al Barrio”, mediante el cual promotores y promotoras comunitarias recorren su barrio para poder realizar un acompañamiento específico a grupos de riesgo, difundir medidas preventivas y distribuir elementos de seguridad e higiene.
En junio de 2020 anunció el lanzamiento de “Potenciar Trabajo”, un Programa Nacional de Inclusión Socioproductiva y Desarrollo Local, que unifica a los programas Hacemos Futuro y Salario Social Complementario en una única iniciativa. El objetivo de este Programa es mejorar el empleo y generar nuevas propuestas productivas a través de la finalización de estudios, formación laboral y capacitación en oficios. Arroyo afirmó que, a través de este Programa, apuntan a crear 300.000 puestos de trabajo en la construcción, textil, producción de alimentos, cuidado de personas y reciclado.
A mediados de julio de 2020 lanzó el ReNaCOM (Registro Nacional de Comedores y/o Merenderos) con el objetivo de “promover y potenciar los comedores comunitarios de todo el país”. Se trata de una herramienta para relevar, geolocalizar y fortalecer el trabajo social de asistencia alimentaria en toda la Argentina.
En el marco de “Potenciar Trabajo” puso en marcha en agosto de 2020 el Programa Nacional “Obras Más Trabajo” destinado a realizar obras en los barrios populares de todo el país, con la inclusión de más de 40.000 trabajadores y una inversión inicial de 2.000 millones de pesos, continuando su ejecución en 2021.
Durante su gestión llevó a cabo el programa de devolución del IVA a la canasta básica, la entrega de la Tarjeta Alimentaria para los sectores más vulnerables, acuerdos intersectorales, políticas alimentarias acordadas con cada provincia e infraestructura.Permite comprar todo tipo de alimentos con excepción de bebidas alcohólicas. No permite extraer dinero en efectivo.

## Publicaciones
- “Desafíos de las políticas de Economía Social y Desarrollo Local para el 2005”, en el 2° Foro Federal de Investigadores y Docentes. Ministerio de Desarrollo Social, Buenos Aires, 2004.

- “El rol de los Consejos Consultivos en el marco del Desarrollo Local”, en Fortaleciendo la relación Estado-Sociedad Civil para el Desarrollo Local. Inés González Bombal (compiladora).CENOC, CNCPS, Buenos Aires, 2004. ISBN 987-1081-48-0.

- “La participación de las Organizaciones de la Sociedad Civil en los Consejos Consultivos y la capacidad de aprovechamiento de los recursos locales”,. CENOC, CNCPS, IIED. Buenos Aires, 2004.

- “Desarrollo local y economía social: aportes para su discusión”, en el 1° Foro Federal de Investigadores y Docentes. Ministerio de Desarrollo Social, Buenos Aires, 2003.

- Las cuatro Argentinas y la grieta social
- Políticas sociales: ideas de un debate necesario[3]